# Max Karli
Maximilian Karli (nascut el 30 de desembre de  1975) és un productor de cinema suís.

## Carrera
Max Karli va créixer a Solothurn i va assistir a l'escola de cinema a Nova York. L'any 2003, va fundar l’empresa de producció cinematogràfica "Rita Productions Sàrl" a Ginebra juntament amb la seva dona Pauline Karli. L'any següent es va estrenar el primer documental titulat Les petites visions i el primer curtmetratge Promis juré. A més de documentals i curtmetratges, també es van estrenar pel·lícules de televisió. Als Premis Oscar de 2017, la seva pel·lícula produïda La vida d'en Carbassó (dirigida per Claude Barras) fou nominada en la categoria millor pel·lícula d'animació. Hi van seguir més nominacions i premis a la pel·lícula d'animació. A més, la pel·lícula està nominada a un Premi BAFTA als 71ns Premis BAFTA.

## Filmografia (selecció)
- 2004: Les petites visions (curtmetratge documental)
- 2004: Promis juré (curtmetratge)
- 2006: La vraie vie est ailleurs
- 2009: Tabou (curtmetratge documental)
- 2009: Déchaînées, (sèrie de televisió)
- 2013: Les grandes ondes
- 2016: La vida d'en Carbassó
- 2018: Le vent tourne
- 2022: La Ligne